# Julius Paulus
Julius Paulus a 2. század végének és a 3. század elejének egyik híres jogásza.
Ügyvédi karriert kezdett a 2. század végén. Aemilius Papinianusszal együtt Septimius Severus tanácsának tagja volt, valamint a praefectus praetorio tisztét is betöltötte Domitius Ulpianusszal. Elegabalus száműzte Rómából. Severus Alexander 222 után engedélyezte hazatérését.
Paulus a legtermékenyebb római jogi író. Korpusza hatalmas, de ebből csak a pandektákba felvett írásai maradtak fenn. Negyven különböző munkájának címei ismertek, mindegyikük több könyvből állt. A praetori jogról például nyolcvan könyvben értekezett Ad edictum címmel, és huszonhárom könyvben egészítette ezt ki a Brevia ad edictum című munkában. A polgárjogot ötven könyvben tárgyalta Ad sabinum címmel. További munkái:
Questiones, 26 könyv
Responsa, 23 könyv
Regulae, 7 könyv
Sententiae, 5 könyv
kommentárok, jegyzetek és értekezések, 3 könyv.
A Sententinarum libri V (vagy Sententiae receptae), mint összefoglaló munka, az 5. századtól nagy tekintélyű jogforrás, és a Breviarium Alarici című törvénykönyv bőven merített belőle.